# Getand knikmos
Getand knikmos (Bryum provinciale) is een soort uit het geslacht knikmos (Bryum). Het is een soort van kalkrijke, kale bodem in de warmere gebieden van Europa.

## Ecologie
Getand knikmos groeit in dichte zoden in kalkrijke pioniervegetatie op vlakke minerale bodem, samen met winterannuellen en mossen als Syntrichia ruralis, Ditrichum flexicaule en Tortella flavovirens. In kalkrijke noordhellingen komt het samen met o.a. Bryoerythrophyllum en Encalypta streptocarpa voor. 

## Verspreiding
Getand knikmos komt in Nederland zeldzaam voor. Het staat op de rode lijst in de categorie 'Gevoelig'. De eerste vondst stamt uit 1989. Korte tijd vele vindplaatsen werden ontdekt in het Hollandse deel van het Renodunaal district en op Texel. In 1996 is het ook gevonden in de Middelduinen op Goeree. Waarschijnlijk is het huidige areaal ontstaan uit enkele onafhankelijke vestigingen uit sporen en heeft een verdichting plaatsgevonden door vegetatieve verspreiding. Er zijn alleen vrouwelijke populaties vastgesteld. Er zijn alleen vrouwelijke populaties vastgesteld.

## Gelijkende taxa
De soort onderscheidt zich van het verwante gedraaid knikmos door een opvallende rozetvorming en vooral door de ongezoomde bladrand die in de bovenste helft sterk is getand. In tuberkenmerken komen beide soorten overeen. 